# Metrópole de Tessalônica
A Metrópole de Tessalônica (em grego: Μητρόπολις Θεσσαλονίκης, translit.: Mitrópolīs Thessalonikis) é uma circunscrição eclesiástica ortodoxa grega com sede na cidade de Tessalônica, na Macedônia Central, Grécia. Faz parte das chamadas "Novas Terras", pertencentes à jurisdição do Patriarcado de Constantinopla, mas sendo administrado pela Igreja da Grécia. A sé traça sua história até sua fundação pelo apóstolo Paulo no séc. I. Desde 2004, o metropolita é Antimo Rousas, seu título é Metropolita de Tessalônica, Hipertimos e Exarca de Toda a Tessália.

## História
Em seus primeiros séculos, a Sé de Tessalônica tornou-se a diocese metropolitana da província romana da Macedônia. Após a criação das principais jurisdições eclesiásticas, a Sé de Tessalônica foi subordinada ao Patriarca de Roma, passando a se tornar o Arcebispado da Ilíria Oriental. O controle romano - e o uso do latim como língua litúrgica - continuou até c. 733, quando a sé foi transferida para a jurisdição do Patriarca de Constantinopla. Sob Constantinopla, foi reduzido em status a uma "simples" sé metropolitana (diocese), com 5 a 12 sés sufragâneas, embora os metropolitas continuassem a usar também o título de "arcebispo".